# Paruraecha
Paruraecha är ett släkte av skalbaggar. Paruraecha ingår i familjen långhorningar.
Kladogram enligt Catalogue of Life:
| Paruraecha | \| \| Paruraecha acutipennis \| \| \| \| \| \| Paruraecha sikkimensis \| \| \| \| \| \| Paruraecha submarmorata \| \| \| \| \| \| Paruraecha szetschuanica \| \| \| \| |
|            | \| \| Paruraecha acutipennis \| \| \| \| \| \| Paruraecha sikkimensis \| \| \| \| \| \| Paruraecha submarmorata \| \| \| \| \| \| Paruraecha szetschuanica \| \| \| \| |
|            | Paruraecha acutipennis |
|            | |
|            | Paruraecha sikkimensis |
|            | |
|            | Paruraecha submarmorata |
|            | |
|            | Paruraecha szetschuanica |
|            | |